# Ascorhiza leguminosarum
Ascorhiza leguminosarum — вид грибів класу сордаріоміцети, єдиний вид роду Ascorhiza. Описаний 1931 року.
Сапротрофний наземний гриб. Безстатева форма невідома. Поширений у Європі. Малодосліджений вид, у культурі не розводиться, генетичний аналіз не здійснювався.
У 1980 році рід віднесли до родини Monascaceae класу Eurotiomycetes. Надалі його було перенесено до класу сордаріоміцети у вигляді incertae sedis.